# The Element of Freedom
The Element of Freedom ist das vierte Studioalbum der amerikanischen R&B-Sängerin Alicia Keys. Es wurde am 11. Dezember 2009 beim Label J Records veröffentlicht und verkaufte sich in den USA rund zwei Millionen Mal, weltweit wurden rund vier Millionen Exemplare verkauft.
Zeitgleich zur Standard-Edition wurde auch eine Deluxe-Version veröffentlicht, auf der sich zwei Bonus-Tracks fanden und der zudem eine DVD beigelegt wurde.

## Entstehung
Nachdem die ersten beiden Singles Doesn’t Mean Anything und Try Sleeping with a Broken Heart vorab veröffentlicht worden waren, erschien The Element of Freedom im Dezember 2009. Keys arbeitete bei der Produktion mit Kerry „Krucial“ Brothers genauso zusammen wie mit Jeff Bhasker (Kanye West, Jay-Z), der bereits als Produzent den Grammy gewinnen konnte. Keys betonte in einem Interview, das Album zeige eine starke und eine verletzliche Seite:

„The music is really strong, and the drums are really aggressive, but my voice is vulnerable and delicate.“

## Albumversionen

### Originalversion
Die Originalversion von The Element of Freedom wurde am 11. Dezember 2009 in Deutschland, Irland und Australien, einen Tag darauf in den USA, dem Vereinigten Königreich und Kanada veröffentlicht. Sie ist insgesamt 52:55 Minuten lang und enthält folgende Lieder:
1. Element of Freedom (Intro) (Alicia Keys) – 0:12
2. Love is Blind (Alicia Keys, Jeff Bhasker) – 3:49
3. Doesn’t Mean Anything (Alicia Keys, Kerry Brothers) – 4:32
4. Try Sleeping With A Broken Heart (Alicia Keys, Jeff Bhasker) – 4:09
5. Wait Til You See My Smile (Alicia Keys, Jeff Bhasker) – 4:01
6. That’s How Strong My Love Is (Alicia Keys) – 4:04
7. Un-Thinkable (Alicia Keys, Aubrey Drake Graham) – 4:09
8. Love Is My Disease (Alicia Keys, Toby Gad) – 4:01
9. Like The Sea (Alicia Keys, Jeff Bhasker) – 4:13
10. Put It In A Love Song feat. Beyoncé (Alicia Keys, Swizz Beatz) – 3:15
11. This Bed (Alicia Keys, Kerry Brothers) – 3:45
12. Distance And Time (Alicia Keys, Kerry Brothers) – 4:27
13. How It Feels To Fly (Alicia Keys) – 4:42
14. Empire State of Mind (Part II) Broken Down (Alicia Keys, Jay-Z) – 3:36

Anmerkung: In der Klammer hinter dem jeweiligen Lied sind die Songwriter genannt.

### Bonustracks
1. 17. Stolen Moments – 4:52
2. 18. Heaven’s Door – 3:18
3. 19. Lover Man – 3:17
4. 20. Almost There – 3:37

### Deluxe Edition
Die Element of Freedom Deluxe-Edition wurde zeitgleich mit der normalen Edition veröffentlicht und enthält zwei Bonustracks sowie eine DVD.
Bonustracks:
1. 16. Through It All – 4:28
2. 15. Pray For Forgiveness – 4:44

Bonus-DVD:
1. Doesn’t Mean Anything (Intimate „Acoustic“ Studio Performance)
2. Empire State of Mind (part II) Broken Down (Intimate „Acoustic“ Studio Performance)
3. Try Sleeping With A Broken Heart (Intimate „Acoustic“ Studio Performance)
4. No One (Intimate „Acoustic“ Studio Performance)
5. Doesn’t Mean Anything (Musikvideo)

## Kommerzieller Erfolg

### Chartplatzierungen

#### Album
The Element of Freedom wurde ihr erstes Nummer-eins-Album im Vereinigten Königreich und ihr erstes, das es nicht auf Platz eins der Billboard Top 200 schaffte.
| ChartsChartplatzierungen       | Höchstplatzierung | Wochen |
| ------------------------------ | ----------------- | ------ |
| Deutschland (GfK)              | 10 (36 Wo.)       | 36     |
| Österreich (Ö3)                | 23 (9 Wo.)        | 9      |
| Schweiz (IFPI)                 | 1 (38 Wo.)        | 38     |
| Vereinigte Staaten (Billboard) | 2 (43 Wo.)        | 43     |
| Vereinigtes Königreich (OCC)   | 1 (69 Wo.)        | 69     |

| ChartsJahrescharts (2010)      | Platzierung |
| ------------------------------ | ----------- |
| Deutschland (GfK)              | 60          |
| Schweiz (IFPI)                 | 9           |
| Vereinigte Staaten (Billboard) | 11          |
| Vereinigtes Königreich (OCC)   | 7           |

#### Singles
Erfolgreichste Single aus dem Album war Doesn’t Mean Anything, welches bereits vor Veröffentlichung des Albums erhältlich war.
Die dritte Single Empire State of Mind (Part II) Broken Heart ist eine Fortsetzung des Hits mit Jay-Z Empire State of Mind. Obwohl dieser Titel nur mittlere Positionen in den Verkaufscharts erreichte, konnte er sich in Deutschland ganze 38 Wochen ununterbrochen platzieren. In den Folgejahren entwickelte sich der Titel zu einem beliebten Song bei Auftritten in Castingshows, wodurch sich die Single immer wieder in den Charts platzieren konnte und mit derzeit 53 Chartwochen (Stand im Januar 2013) die am häufigsten platzierte Solo-Single von Alicia Keys in Deutschland ist. Eine Coverversion von Kim Sanders konnte sich im Februar 2012 ebenfalls in den deutschen Charts platzieren.
| Jahr | Titel                                        | Höchstplatzierung, Gesamtwochen, AuszeichnungChartplatzierungen (Jahr, Titel, , Platzierungen, Wochen, Auszeichnungen, Anmerkungen) | Höchstplatzierung, Gesamtwochen, AuszeichnungChartplatzierungen (Jahr, Titel, , Platzierungen, Wochen, Auszeichnungen, Anmerkungen) | Höchstplatzierung, Gesamtwochen, AuszeichnungChartplatzierungen (Jahr, Titel, , Platzierungen, Wochen, Auszeichnungen, Anmerkungen) | Höchstplatzierung, Gesamtwochen, AuszeichnungChartplatzierungen (Jahr, Titel, , Platzierungen, Wochen, Auszeichnungen, Anmerkungen) | Höchstplatzierung, Gesamtwochen, AuszeichnungChartplatzierungen (Jahr, Titel, , Platzierungen, Wochen, Auszeichnungen, Anmerkungen) | Höchstplatzierung, Gesamtwochen, AuszeichnungChartplatzierungen (Jahr, Titel, , Platzierungen, Wochen, Auszeichnungen, Anmerkungen) | Anmerkungen                                       |
| Jahr | Titel                                        | DE | AT | CH | UK | US | R&B | Anmerkungen                                       |
| ---- | -------------------------------------------- | --- | --- | --- | --- | --- | --- | ------------------------------------------------- |
| 2009 | Doesn’t Mean Anything                        | DE8 (13 Wo.)DE | AT15 (11 Wo.)AT | CH5 (14 Wo.)CH | UK8 (18 Wo.)UK | US60 (10 Wo.)US | R&B14 (20 Wo.)R&B | Erstveröffentlichung: 22. September 2009          |
| 2009 | Try Sleeping with a Broken Heart             | DE33 (8 Wo.)DE | AT57 (3 Wo.)AT | CH21 (13 Wo.)CH | UK7 (24 Wo.)UK | US27 (20 Wo.)US | R&B2 (27 Wo.)R&B | Erstveröffentlichung: 17. November 2009           |
| 2010 | Put It in a Love Song                        | — | — | — | — | — | R&B60 (11 Wo.)R&B | Erstveröffentlichung: 19. Januar 2010 mit Beyoncé |
| 2010 | Empire State of Mind (Part II) – Broken Down | DE35 (53 Wo.)DE | AT55 (6 Wo.)AT | CH19 (27 Wo.)CH | UK4 (56 Wo.)UK | US55 (1 Wo.)US | R&B76 (13 Wo.)R&B | Erstveröffentlichung: 22. Februar 2010            |
| 2010 | Un-Thinkable (I’m Ready)                     | — | — | — | — | US21 (20 Wo.)US | R&B1 (59 Wo.)R&B | Erstveröffentlichung: 28. Mai 2010                |
| 2010 | Wait Til You See My Smile                    | — | — | — | — | — | — | Erstveröffentlichung: 2010                        |

### Auszeichnungen für Musikverkäufe
Alicia Keys’ Album The Element of Freedom verkaufte sich weltweit rund vier Millionen Mal.
| Land/Region                  | Auszeichnungen für Musikverkäufe (Land/Region, Auszeichnung, Verkäufe) | Verkäufe  |
| ---------------------------- | ---------------------------------------------------------------------- | --------- |
| Australien (ARIA)            | Gold                                                                   | 35.000    |
| Dänemark (IFPI)              | Platin                                                                 | 20.000    |
| Deutschland (BVMI)           | Gold                                                                   | 100.000   |
| Frankreich (SNEP)            | Platin                                                                 | 100.000   |
| Italien (FIMI)               | Gold                                                                   | 35.000    |
| Japan (RIAJ)                 | Gold                                                                   | 100.000   |
| Kanada (MC)                  | Platin                                                                 | 80.000    |
| Neuseeland (RMNZ)            | Gold                                                                   | 7.500     |
| Niederlande (NVPI)           | Gold                                                                   | 25.000    |
| Polen (ZPAV)                 | Platin                                                                 | 20.000    |
| Schweiz (IFPI)               | Platin                                                                 | 30.000    |
| Spanien (Promusicae)         | Gold                                                                   | 30.000    |
| Vereinigte Staaten (RIAA)    | 2× Platin                                                              | 2.000.000 |
| Vereinigtes Königreich (BPI) | 3× Platin                                                              | 900.000   |
| Insgesamt                    | 7× Gold · 10× Platin ·                                                 | 3.482.500 |

Hauptartikel: Alicia Keys/Auszeichnungen für Musikverkäufe